# Petite coronide
Satyrus actaea
Espèce
Statut de conservation UICN

 LC  : Préoccupation mineure
La Petite coronide ou Actaeon (Satyrus actaea) est une espèce de lépidoptères (papillons) appartenant à la famille des Nymphalidae, à la sous-famille des Satyrinae et au genre Satyrus.

## Dénomination
Elle a été nommée Satyrus actaea par Eugen Johann Christoph Esper en 1780.
Synonymes : Papilio actaea Esper, 1781; ; Hipparchia actaea [Otakar Kudrna].

### Noms vernaculaires
La Petite coronide ou Actaeon se nomme Black Satyr en anglais et Negra en espagnol.

## Description
La Petite coronide est de couleur marron plus ou moins foncé avec ou pas une discrète bande plus claire, et un gros ocelle marron pupillé de blanc à l'apex des antérieures.
Le revers des antérieures est semblable, celui des postérieures est de différents tons de marron formant une ornementation variable.

## Biologie

### Période de vol et hivernation
La Petite coronide vole en une génération entre début juin et fin août.

### Plantes hôtes
Ses plantes hôtes sont des Brachypodium et des Bromus.

## Écologie et distribution
La Petite coronide est uniquement présente dans le sud-ouest de l'Europe dans le nord du Portugal, en Espagne et en France,.
En France métropolitaine la Petite coronide  est présente dans les départements du pourtour Méditerranéen, des Pyrénées-Orientales aux Alpes-Maritimes et jusqu'à une limite nord allant du Puy-de-Dôme aux Hautes-Alpes.

### Biotope
Elle réside dans les escarpements rocheux herbus et buissonneux.

### Protection
Pas de statut de protection particulier.